# ف. جيمس رذرفورد
فلويد جيمس إرفين رذرفورد (11 يوليو 1924 - 4 نوفمبر 2021) كان أستاذًا أمريكيًا في العلوم، ومؤسس مشروع 2061 التابع للجمعية الأمريكية لتقدم العلوم، وهو جهد طويل الأمد لإصلاح تعليم العلوم في الولايات المتحدة.
شارك في مشروع هارفارد في الفيزياء ومشروع العلوم في المدينة، وكان أيضًا مساعدًا لمدير مؤسسة العلوم الوطنية مع الرئيس جيمي كارتر، ومساعدًا لمدير وزارة التربية في الولايات المتحدة والمدير التعليمي في الجمعية الأمريكية لتقدم العلوم.